# Massacre de La Hoyada
O massacre de La Hoyada foi perpetrado em 12 de setembro de 1988 pelo Sendero Luminoso contra pessoas acusadas de pertencerem à comunidade LGBT. Ao todo, oito pessoas foram assassinadas, e seus corpos foram posteriormente levados a uma vala comum de localização desconhecida.

## Contexto

### A revolução não aceitava homossexuais
Para o Sendero Luminoso a homossexualidade e outras minorias sexuais deviam ser reprimidas como parte de suas políticas de limpeza social anti-burguesa de seu futuro novo Estado comunista.
Em Pucallpa e nas localidades periféricas, o Sendero Luminoso aplicava o que chamava de “lista negra”, que continha os nomes de pessoas suspeitas de serem homossexuais ou travestis.

### Situação LGBT
La Hoyada era uma área no rio Ucayali, nos arredores de Pucallpa, que originalmente era uma área dominada pelo crime, mas que as pessoas LGBT conseguiram expulsar os maus elementos e se estabelecer em casas de veraneio, realizar campeonatos de vôlei e todos os tipos de outras atividades lúdicas na praia. Como La Hoyada era um local discreto, serviu para que o turismo homossexual se desenvolvesse de forma incipiente, livre de preconceitos.
Além do turismo, La Hoyada também funcionou como um ponto de partida oculto para a migração LGBT que buscava escapar dos assassinatos e da tortura do PCP-SL e do MRTA, outro movimento de extrema esquerda que desprezava as minorias sexuais, para Iquitos, a capital da região de Loreto, que, devido ao seu isolamento territorial, conseguiu ficar fora da era do terrorismo no Peru.

## Desenvolvimento
Um dia antes, um contingente do PCP-SL, que estava ciente da presença LGBT em La Hoyada, interveio inesperadamente na praia e conseguiu capturar aleatoriamente oito pessoas. Nas primeiras horas de 12 de setembro, os insurgentes levaram três jornalistas locais para testemunhar o fuzilamento de seus prisioneiros.

## Fatos posteriores
Um dos jornalistas, após o término do massacre, descreveu depreciativamente os assassinados como “fumantes, bastardos e prostitutas”. Os corpos foram depositados em uma vala comum e, como as pessoas que foram a La Hoyada temiam estar ou já ter sido incluídas na lista negra do Sendero Luminoso, seus restos mortais não foram reclamados por parentes ou conhecidos por medo de represálias dos terroristas. Os corpos foram enterrados em uma vala comum.